# (307982) 2004 PG115
(307982) 2004 PG115 ist ein großes transneptunisches Objekt im Kuipergürtel, das bahndynamisch als Scattered Disc Object eingestuft wird. Aufgrund seiner Größe ist der Asteroid ein Zwergplanetenkandidat.

## Entdeckung
2004 PG115 wurde am 4. August 2004 von einem Astronomenteam, bestehend aus Mike Brown, Chad Trujillo und David Lincoln Rabinowitz, im Rahmen des Near-Earth-Asteroid-Tracking-Projektes (NEAT) mit dem 1,2-m-Oschin-Schmidt-Teleskop am Palomar-Observatorium (Kalifornien) entdeckt, was durch 34 Beobachtungen mit dem 2,5-m-Teleskop des Apache-Point-Observatoriums 2006 bis 2007 bestätigt wurde. Die Entdeckung wurde zusammen mit 2004 PF115, 2004 XA192 und 2005 QU182 am 1. September 2007 bekanntgegeben, der Planetoid erhielt die Kleinplanetennummer 307982.
Nach seiner Entdeckung ließ sich 2004 PG115 auf Fotos bis zum 10. Juni 2002, die ebenfalls im Rahmen des NEAT-Programmes am Palomar-Observatorium gemacht wurden, zurückgehend identifizieren und so seinen Beobachtungszeitraum um zwei Jahre verlängern, um so seine Umlaufbahn genauer zu berechnen. Im Oktober 2018 lagen insgesamt 220 Beobachtungen über einen Zeitraum von 16 Jahren vor. Die bisher letzte Beobachtung wurde im Oktober 2018 am Purple Mountain-Observatorium durchgeführt. (Stand 24. Februar 2019)

## Eigenschaften

### Umlaufbahn
2004 PG115 umkreist die Sonne in 874,66 Jahren auf einer stark elliptischen Umlaufbahn zwischen 36,38 AE und 146,53 AE Abstand zu deren Zentrum. Die Bahnexzentrizität beträgt 0,602, die Bahn ist 16,29° gegenüber der Ekliptik geneigt. Derzeit ist der Planetoid 38,53 AE von der Sonne entfernt. Das Perihel durchlief er das letzte Mal 2003, der nächste Periheldurchlauf dürfte um 2877/2878 erfolgen.
Sowohl Marc Buie (DES) als auch das Minor Planet Center klassifizieren den Planetoiden als SDO, letzteres führt ihn allgemein auch als «Distant Object».

### Größe und Rotation
Derzeit wird von einem Durchmesser von etwa 479 km ausgegangen, basierend auf einem Rückstrahlvermögen von 7 % und einer absoluten Helligkeit von 5,2 m. Die scheinbare Helligkeit von 2004 PG115 beträgt 20,85 m.
Da anzunehmen ist, dass sich 2004 PG115 aufgrund seiner Größe im hydrostatischen Gleichgewicht befindet und somit weitgehend rund sein muss, sollte er die Kriterien für eine Einstufung als Zwergplanet erfüllen. Mike Brown geht davon aus, dass es sich bei 2004 PG115 um möglicherweise einen Zwergplaneten handelt.
| Jahr                                         | Abmessungen km | Quelle   |
| -------------------------------------------- | -------------- | -------- |
| 2018                                         | 486,0          | Johnston |
| 2018                                         | 479,0          | Brown    |
| Die präziseste Bestimmung ist fett markiert. |                |          |